# Diocesi ortodossa albanese d'America
La Diocesi ortodossa albanese d'America (in inglese: Albanian Orthodox Diocese of America, in albanese: Dioqeza ortodokse shqiptare në Amerikë) è una giurisdizione della Chiesa ortodossa negli Stati Uniti con sede a Las Vegas, Nevada e canonicamente annessa al Patriarcato ecumenico di Costantinopoli. Il primate porta il titolo di Vescovo di Philomelion.
La diocesi è membro della Conferenza permanente dei vescovi ortodossi canonici delle Americhe.
La diocesi albanese del Patriarcato ecumenico non è l'unica giurisdizione albanese ortodossa nel Nord America. La Chiesa ortodossa in America ha anche un'arcidiocesi albanese con 14 parrocchie.